# Ataque al Parlamento iraquí de 2022
El ataque al parlamento iraquí ocurrió el día 27 de julio de 2022, cuando cientos de manifestantes iraquíes en apoyo al clérigo chiita iraquí Muqtada al-Sadr irrumpieron y atacaron el edificio del Consejo de Representantes de Irak ubicado en la Zona Verde de Bagdad, la capital iraquí. El asalto, conocido como la "Revolución Ashura" (en árabe: ثورة عاشوراء‎) o la "Revolución de Muharram" (en árabe: ثورة محرم الحرام) por los sadristas, se produjo después de que se filtrara la noticia sobre el nombramiento de las fuerzas chiíes opuestas al movimiento sadrista, con Mohammed Shia' Al Sudani para el puesto de primer ministro de Irak.
A principios de julio de 2022, al-Sadr vetó la candidatura de su rival Nuri al Maliki, acusando al ex primer ministro de corrupción en un tuit en sus redes sociales. El primer ministro  Mustafa Al-Kadhimi hizo un llamó a los manifestantes a "retirarse inmediatamente", y después de un mensaje público de al-Sadr de "rezar y volver a casa", la multitud se dispersó, aunque regresaron una semana  después de que al -Sadr  hizo un llamado a no perder la "oportunidad de oro" para exigir reformas.

## Ataque
El 27 de julio, enfadados por la influencia de Irán en la política interna de Irak, los seguidores de al-Sadr irrumpieron y atacaron en la Zona Verde y el Parlamento iraquí en Bagdad. Aunque tras un mensaje público de al-Sadr pidiendo "rezar y volver a casa", los manifestantes se dispersaron. Miles de partidarios de Muqtada al-Sadr estuvieron acampando afuera del edificio del parlamento el 27 de julio. El 30 de julio, al-Sadr les pidió a sus seguidores que atacaran nuevamente el parlamento y al menos 125 personas resultaron heridas, entre ellas 100 civiles y 25 soldados iraquíes, según el Ministerio de Salud iraquí.

## Sitio del edificio
Entre el 29 al 31 de julio, los manifestantes irrumpieron, ocuparon y sitiaron el Parlamento iraquí nuevamente en apoyo al líder chiita Muqtada al-Sadr. Cientos de manifestantes resultaron heridos en unos enfrentamientos con las fuerzas de seguridad iraquíes. Después de ser expulsados del parlamento, los manifestantes organizaron sentadas y otras formas de manifestación en las afueras del parlamento.

## Batalla en el distrito de Al-Khadraa
El 31 de agosto, los manifestantes irrumpieron en el Palacio Presidencial por la tarde, iniciando una sentada en el palacio; pronto, aunque muchos manifestantes serían fusilados cuando salieron del palacio presidencial,aunque no está claro quién inició los combates primero. Sin embargo, un Estalló una gran batalla entre presumiblemente el ejército Mahdi (o Compañías de Paz) y varias milicias afiliadas a la Red de Coordinación (Organización Badr, Asa'ib Ahl al-Haq), la batalla continuó hasta la tarde del día siguiente y se extendió rápidamente. Al sur de Irak, los cuarteles generales de Asa'ib y Badr fueron cerrados por la fuerza por militantes sadristas locales en muchas áreas. Varias personas de ambos lados fueron reportadas muertas; en la tarde del día siguiente, Muqtada Al-Sadr pronunció un discurso condenando el ataque, y ordenó el fin de todas las operaciones armadas y cualquier tipo de protesta en Al-Khadraa, poniendo fin a los disturbios que continuaron durante meses.